# Johann Volkmar Sickler

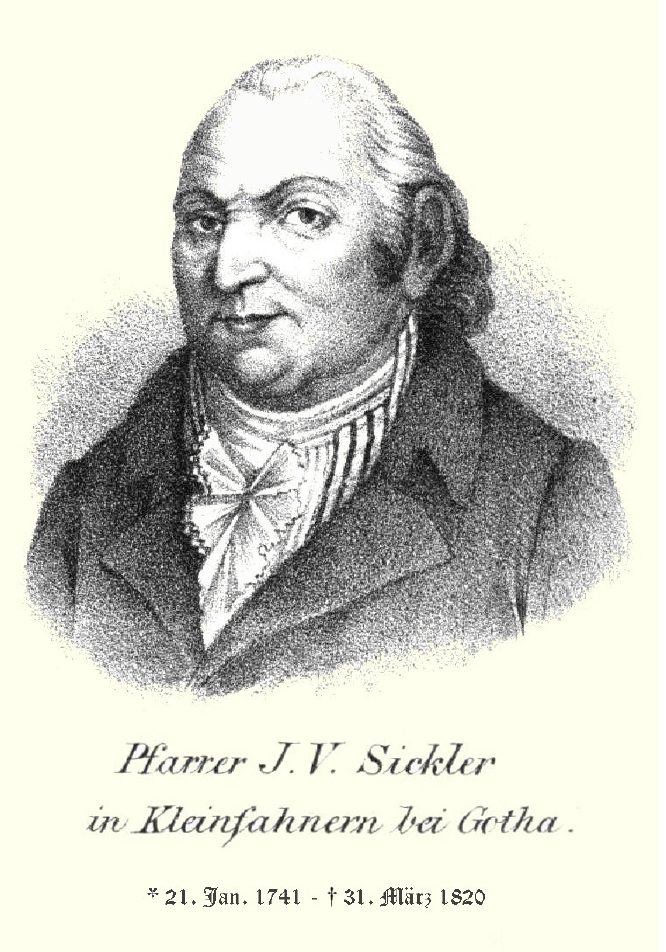
Porträt von Johann Volkmar Sickler aus den Pomologischen Monatsheften

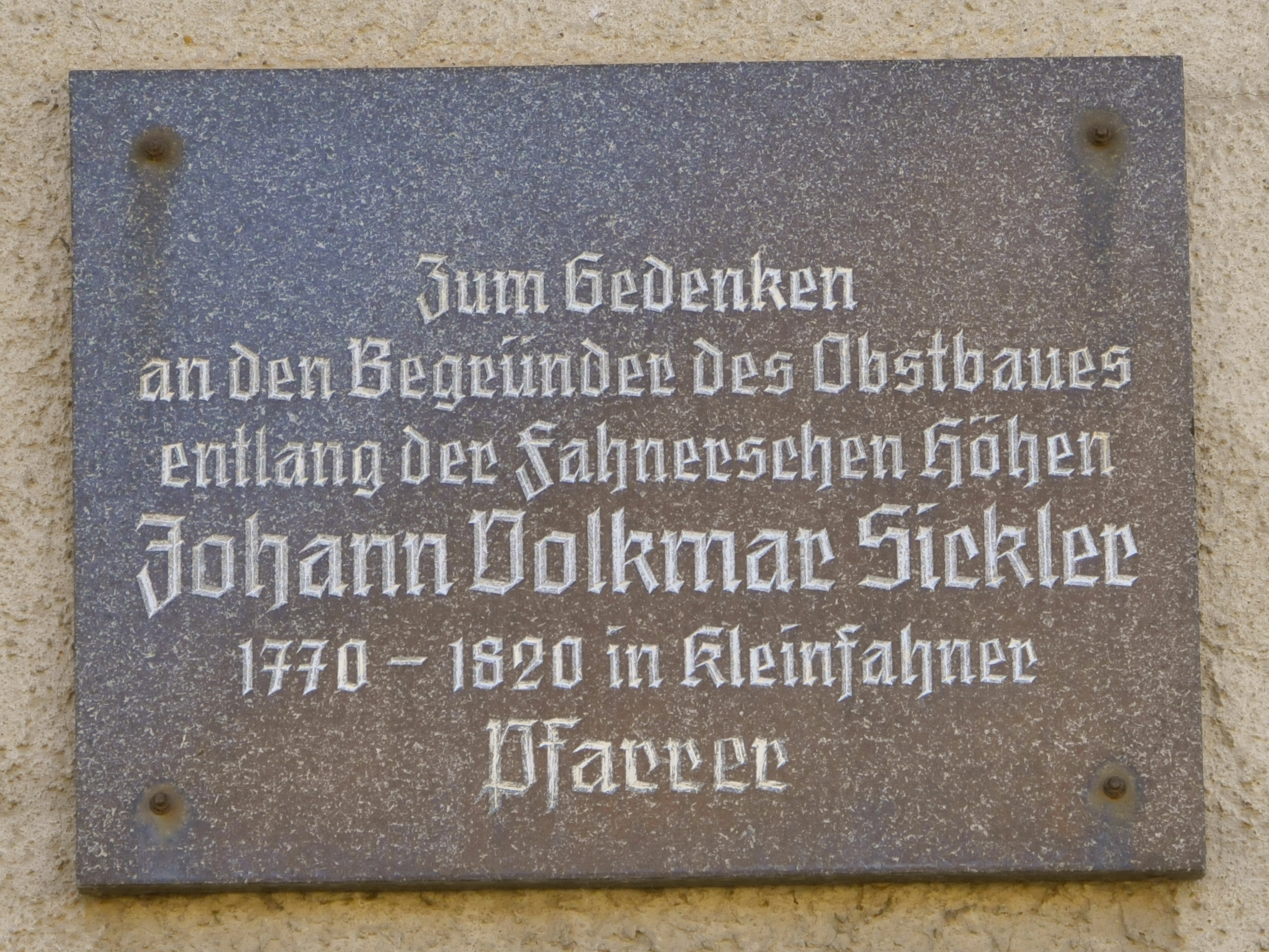
Gedenktafel am Pfarrhaus in Kleinfahner

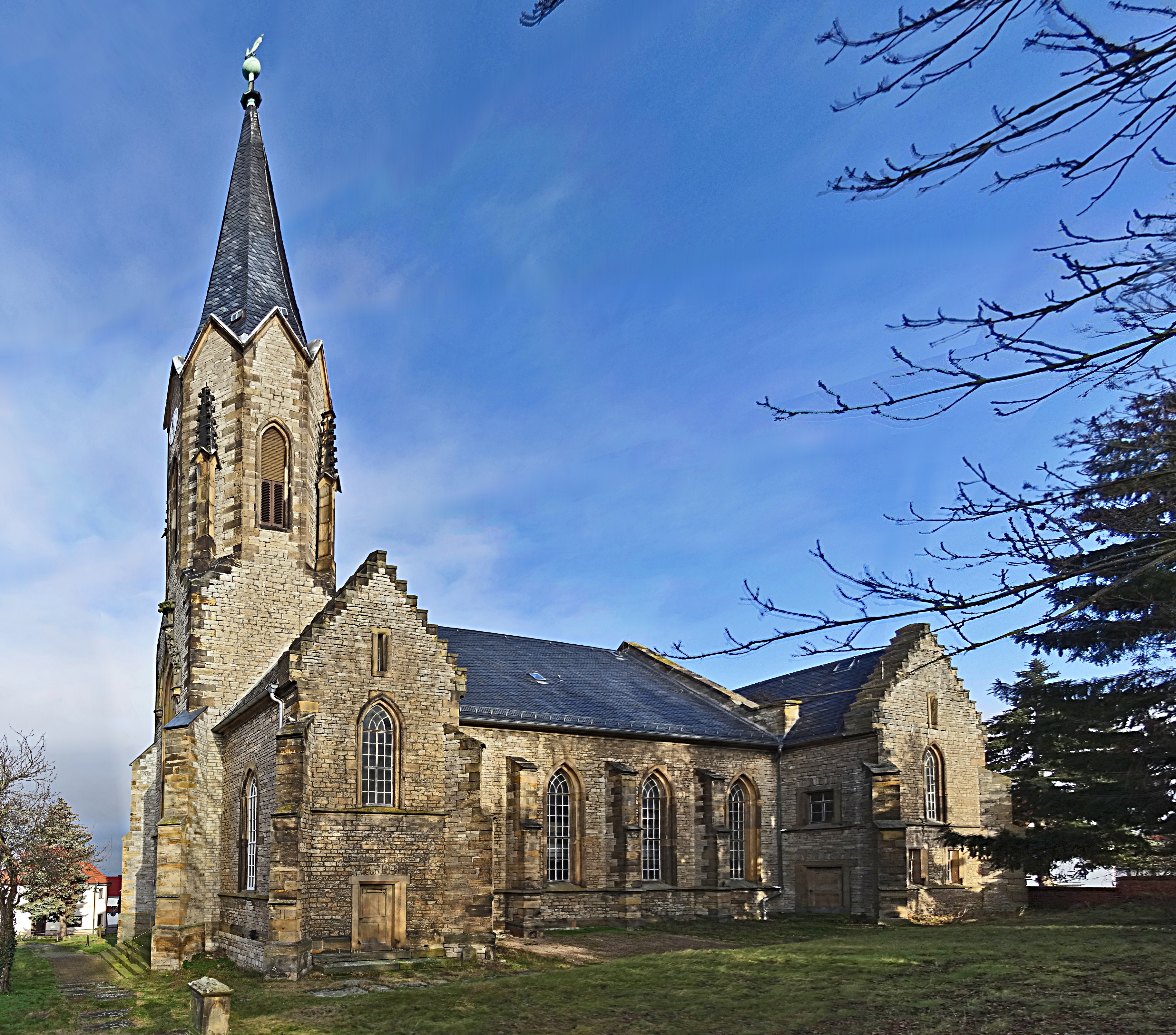
Kirche in Kleinfahner, Wirkungsstätte von Sickler

Johann Volkmar Sickler (* 19. Januar 1742 in Günthersleben im Landkreis Gotha; † 31. März 1820 in Kleinfahner) war ein deutscher Pomologe. 1770 bis zu seinem Tod 1820 war er evangelischer Pfarrer in Kleinfahner.

## Leben
Sickler wurde in Güntersleben als Sohn eines Landwirtes und Schnapsbrenners geboren. Er wuchs in sehr ärmlichen Verhältnissen auf. Er wurde bereits im Alter von vier Jahren eingeschult und besuchte ab 1755 das Gymnasium Illustre in Gotha. Nach dem Abitur verdiente er seinen Lebensunterhalt u. a. als Barbier und Organist. Er studierte von 1763 is 1766 an der Universität Jena Theologie und ging dann als Prediger nach Güntersleben, wo er seine Studien fortsetzte.
1767 nahm er eine Stelle als Hofmeister bei dem Oberamtmann Carl Ludwig Alexander von Seebach in Altenburg an. Im Dezember 1770 wurde er von Friedrich Wilhelm von Seebach, dem Dompropst von Naumburg, auf dessen Gut in Kleinfahner, einem Ort auf der Fahner Höhe in der Nähe von Erfurt, geholt. Hier nahm er im März 1771 die Stelle des Pfarrers an. Mit dem Amtsantritt als Pfarrer gehörte zu seinen Pflichten auch die Verwaltung eines umfangreichen Landwirtschaftsbetriebes. Hierbei widmete er sich insbesondere einer großen Baumschule. Ihm gelangen bedeutende Fortschritte in der Verbesserung der Obstbaumpflege und in der Verfeinerung der Veredlungsmethoden. Systematisch untersuchte und dokumentierte er in seinen Schriften die Eigenheiten, Anforderungen und Vorzüge zahlreicher Obstsorten.
Zusammen mit seinem Arbeitgeber Friedrich Wilhelm von Seebach trug Sickler wesentlich dazu bei, den Obstanbau, für den die Fahner Höhen bis heute bekannt sind („Fahnersche Kirschdörfer“), in der Gegend zu etablieren. Der Obstanbau ist dort seitdem ein wichtiger Erwerbszweig und macht die Gegend landschaftlich reizvoll.
Sickler betrieb eine eigene Baumschule, in der er zahlreiche Obstsorten kultivierte und selektierte. Er verschickte Edelreiser in ganz Deutschland und auch ins Ausland.
Sicklers Sohn war der Gymnasiallehrer und Altertumswissenschaftler Friedrich Carl Ludwig Sickler (1773–1836).

## Werk
Sickler ist bekannt geworden durch seine Leistungen in der Gartenbaukunde. Hierzu verfasste er zahlreiche Schriften.
Von 1794 bis 1804 war er Herausgeber, Redakteur und Hauptautor der ersten deutschen Obstbauzeitschrift Der teutsche Obstgärtner, der in Bertuchs Verlag des Industrie-Comptoirs erschien. In den 22 Bänden des Teutschen Obstgärtners wurden insgesamt 432 Obstsorten beschrieben. Die colorierten Abbildungen wurden von dem Zeichner und gelernten Konditor Ernst Heinrich Gebhardt (1757–1813) aus Töttelstädt geschaffen. Die Zeitschrift musste 1804 aus wirtschaftlichen Gründen eingestellt werden, weil sie zu wenige Abonnenten hatte.
Von 1804 bis 1810 war Sickler Herausgeber des Allgemeinen Teutschen Gartenmagazins, das im gleichen Verlag verlegt wurde.
Ebenfalls zusammen mit Bertuch gab Sickler zwischen 1794 und 1820 ein Obstkabinett heraus, in dem die im Deutschen Obstgärtner beschriebenen Kern-, Stein- und Schalenfrüchte als naturgetreue Wachsmodelle dargestellt wurden. Die Modellfrüchte wurden zunächst ebenfalls von Ernst Heinrich Gebhardt hergestellt. Nach dessen Tod wurden die Modelle von dem Gothaer Porzellanmaler Ch. M. Sundhausen produziert. Nach Bertuchs Tod im Jahr 1822 wurde die Sammlung nicht fortgesetzt. Die Nachfolge trat der Thüringer Gartenbauverein an. Das Museum der Natur in Gotha hat 179 Wachsfrüchte aus dem „Pomologischen Kabinett“ von Bertuch & Sickler.
Weitere Literatur von ihm sind das Gartenmemorandum für Liebhaber des Gartenbaues (1808) und ein Gartenlexikon für Unerfahrene in der Gartenkunst (1811). Mehrere französische Fachbücher des Obstanbaus übersetzte er ins Deutsche.
Seine Aufgaben bei der Leitung des Landwirtschaftsbetriebs vermittelten ihm erhebliche Kenntnisse im Bereich der Landwirtschaft, was ihn letztlich dazu bewog, von 1802 bis 1812 ein Sammelwerk mit dem Titel Die deutsche Landwirthschaft in ihrem ganzen Umfange herauszugeben.

## Ehrungen
In Anerkennung seiner Leistungen wurde er zum auswärtigen Mitglied der Royal Horticultural Society in London, zum Mitglied der Erfurter Akademie gemeinnütziger Wissenschaften, der öconomischen Sozietät in Leipzig und der Landwirtschaftsgesellschaft in Hannover ernannt. In seiner Pfarrgemeinde wurde er als Seelsorger und Lehrer allgemein anerkannt und verehrt.